# 251
Криза Римської імперії у 3 столітті. Зміна імператора, чума Кипріяна. У Китаї триває період трьох держав, в Японії — період Ямато. Найбільшою державою на території Індії є Кушанська імперія, у Персії править династія Сассанідів.
На території лісостепової України Черняхівська культура. У Північному Причорномор'ї готи й сармати.

## Події
- У Римській імперії Геренній Етруск оголошений співправителем разом із своїм батьком Децієм Траяном. Того ж року батько і син загинули на війні з готами.
- У червні війська проголосили імператором Требоніана Галла, але той визнав себе співправителем при законному імператорі Гостіліані, молодшому сині Деція Траяна, який залишився в Римі.
- У листопаді Гостіліан помер від чуми, імператором став Требоніан, призначивши співправителем свого сина Волусіана.
- Папою Римським стає Корнелій, антипапою — Новаціан.

## Народились
- Святий Антоній

## Померли
- Святий Адріан Коринтський
- Децій Траян
- Геренній Етруск
- Гостіліан